# Aguas Buenas (Uruguay)
Pour l’article homonyme, voir Aguas Buenas.
Aguas Buenas est une ville de l'Uruguay située dans le département de Durazno. Sa population est de 110 habitants.

## Géographie
La ville est située à l'ouest de Blanquillo.

## Population
| Année | Population |
| ----- | ---------- |
| 1963  | 109        |
| 1975  | 104        |
| 1985  | 106        |
| 1996  | 83         |
| 2004  | 110        |

Référence,: